# Montmorot
Montmorot – miejscowość i gmina we Francji, w regionie Burgundia-Franche-Comté, w departamencie Jura.
Według danych na rok 1990 gminę zamieszkiwało 3177 osób, a gęstość zaludnienia wynosiła 280 osób/km² (wśród 1786 gmin Franche-Comté Montmorot plasuje się na 48. miejscu pod względem liczby ludności, natomiast pod względem powierzchni na miejscu 364.).